# Tríada (serie de televisión)
Tríada es una serie de televisión web de suspenso dramático mexicana producida por Argos Televisión para Netflix en el 2023. La serie esta creada por Leticia López-Margalli, basada en una historia de hechos reales. Se lanzó a través de Netflix el 22 de febrero de 2023.
Esta protagonizada por Maite Perroni —interpretando triple personaje— y David Chocarro, junto a un reparto coral.

## Reparto
Una lista del reparto confirmado se publicó el 19 de febrero de 2022, en la página web oficial de Argos Media Group.

### Principales
- Maite Perroni como Rebecca «Becca» Fuentes / Tamara Sánchez / Aleida Trujano
  - Karla Gaytán interpretó a Becca, Tamara y Aleida adolescentes
- David Chocarro como Humberto Solana
- Flavio Medina como Eugenio Sáenz
- Ofelia Medina como Pilar Mancera de Trujano
- Claudia Lobo como Dolores López 
  - Alejandra Araya interpretó a Dolores de joven
- Nuria Bages como Julia Bátiz
  - Cassandra Bisogno intepretó a Julia de joven

### Recurrentes e invitados especiales
- Ana Layevska como María Fernanda «Marifer»
- Bernardo Cruz como Javi
- Erick Terroba como Beto
- Adrián Ghar como Ortega
- Luciano Vittori como Gonzalo
- Iván Carbajal como Joaquín
- Aldo Gallardo como Rogelio
- Vicky Araico como Raquel
- Héctor Kotsifakis como Quezada
- Daniela Valdez como Mila
- Checo Perezcuadra como Kevin
- Jana Raluy como Laura
- Rosario Zúñiga como Beatriz Fonseca
  - Aketzaly Verastegui interpretó a Beatriz de joven
- Nuria Blanco como Cynthia
- Juan Carlos Remolina como Bernardo Sáenz
- Pedro Mira como el Dr. Beyer
- Ángel Zermen como Julio Moreno

## Episodios
| N.º | Título                      | Fecha de lanzamiento original |
| --- | --------------------------- | ----------------------------- |
| 1   | «33x3»                      | 22 de febrero de 2023         |
| 2   | «Cóctel molotov»            | 22 de febrero de 2023         |
| 3   | «Olimpia Men's Club»        | 22 de febrero de 2023         |
| 4   | «¿Me estoy volviendo loca?» | 22 de febrero de 2023         |
| 5   | «Agua y aceite»             | 22 de febrero de 2023         |
| 6   | «El experimento»            | 22 de febrero de 2023         |
| 7   | «La mano que mece la cuna»  | 22 de febrero de 2023         |
| 8   | «Volviendo al origen»       | 22 de febrero de 2023         |

## Producción

### Desarrollo
La producción de la serie inició rodaje el 26 de enero de 2022 en la Ciudad de México, un día después, la serie fue anunciada por la actriz Maite Perroni junto con la escritora Leticia López-Margalli, a través de las redes oficiales de Netflix, además de confirmar el título oficial de la producción bajo el nombre de Tríada. Los miembros del reparto, entre ellos, David Chocarro y las experimentadas actrices Ofelia Medina y Nuria Bages, fueron anunciados el 27 de enero de 2022. El rodaje de la serie finalizó a mediados de mayo de 2022.

### Promoción y lanzamiento
La serie fue presentada el 24 de septiembre de 2022 en el marco de la cuarta edición del evento TUDUM de Netflix, para lo nuevo de la temporada 2022-23, además de lanzarse ese mismo día en sus cuentas oficiales un pequeño avance conceptual presentando a Maite Perroni como las tres personajes estelares. El 21 de diciembre fue lanzado el primer avance con temática navideña en las cuentas oficiales de Netflix. Originalmente, la serie sería lanzada en Netflix el 23 de diciembre de 2022, sin embargo, por motivos desconocidos no sucedió. El 25 de enero de 2023, fue lanzado el tráiler oficial de la serie en las cuentas oficiales de Netflix, además de confirmar su lanzamiento en dicha plataforma para el 22 de febrero de 2023 con ocho episodios producidos.